# T-Mobile
T-Mobile je značkou skupiny Deutsche Telekom pro mobilní služby. Německá skupina Deutsche Telekom je mj. od roku 2014 100 % vlastníkem společnosti T-Mobile Czech Republic a.s., jež do roku 2002 působila pod názvem Radiomobil a. s. (obchodní značka Paegas).

## Země působnosti
Se značkou T-Mobile se lze setkat v těchto zemích:
- USA – dříve VoiceStream Wireless
- Česko – dříve Paegas
- Polsko – dříve Era

## Únik dat
Roku 2021 došlo v USA k masivnímu úniku osobních dat klientů z důvodu hackerského útoku.